# Bindenschwanzguan
Der Bindenschwanzguan (Penelope argyrotis) ist ein Hühnervogel aus der Familie der Hokkohühner (Cracidae).
Der Artzusatz kommt von altgriechisch ἄργυρος argyros ‚silbern‘ und altgriechisch οὖς, ὠτός ous, ōtos ‚Ohr‘.
Der Vogel ist in Kolumbien und Venezuela heimisch. Das Verbreitungsgebiet umfasst tropischen oder subtropischen Bergwald, bevorzugt feuchte Lebensräume, aber auch Kaffeeplantagen, meist zwischen 550 und 2400 m Höhe.

## Merkmale
Der Vogel ist 50 bis 65 cm lang, das Männchen wiegt zwischen 686 und 981 g, das Weibchen zwischen 625 und 900 g. Wie beim Bartguan (Penelope barbara) sind die Schwanzfedern nicht einheitlich gefärbt, zur Abgrenzung helfen die auffälligen weißen Markierungen auf den Flügeldecken, die deutlichere Wamme und mehr Weiß im Gesicht, insbesondere auf den Ohrdecken. Jungvögel unterscheiden sich von den Erwachsenen im Gefieder nicht.

## Stimme
Der Ruf des Männchens wird wie bei anderen Hokkohühnern als laute gackernde Schreie meist nur während der Revierabgrenzung von Februar bis April angegeben.

## Lebensweise
Die Art tritt meist in Paaren oder kleinen Gruppen auf.
In Venezuela beginnt die Brut von Februar bis April, in Kolumbien etwas später.

## Ernährung
Die Nahrung besteht aus Früchten sowie Samen, die zumeist auf den Bäumen gesucht werden.

## Geografische Variation
Es werden folgende Unterarten anerkannt:
- P. a. colombiana (Todd, 1912), Santa-Marta-Guan – Santa-Marta-Gebirge, Nordkolumbien, weiße Spitzen an den prominenteren Schopffedern, weniger Weiß im Überaugenstreif
- P. a. argyrotis (Bonaparte, 1856), Nominatform, – Östliche Anden in Nordkolumbien und Westvenezuela sowie entlang der Küste in Venezuela
- P. a. albicauda Phelps & Gilliard, 1940 – Sierra de Perijá in Nordkolumbien und Nordwestvenezuela, hat weiße Schwanzspitzen[6]

## Gefährdungssituation
Der Bestand gilt als nicht gefährdet (Least Concern).